# Kålrotslåda

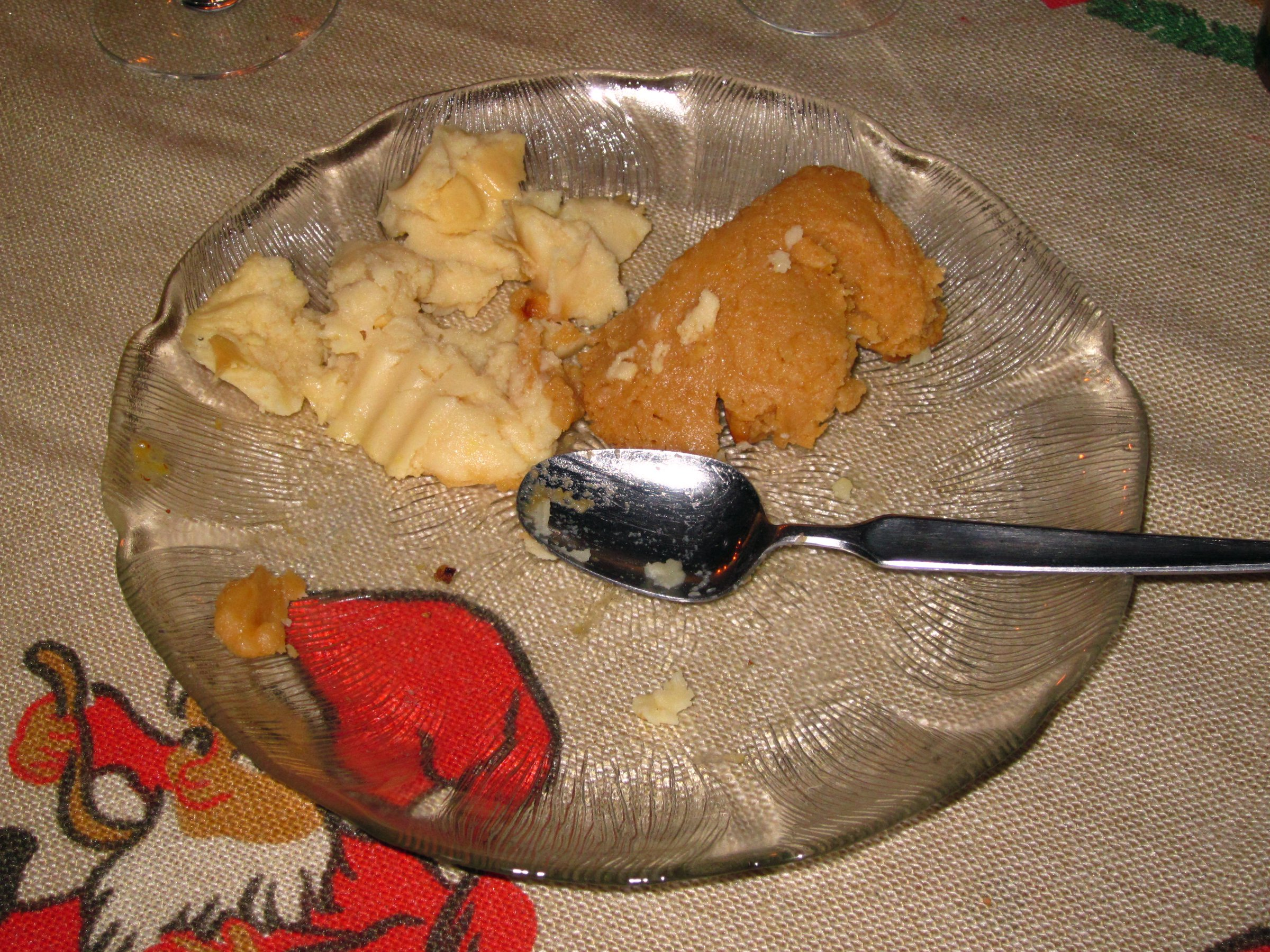
Potatislåda till vänster och kålrotslåda till höger.

Kålrotslåda (finska: lanttulaatikko) är en traditionell julrätt i Finland. Förutom kålrot består denna puddingrätt av en varierande mängd ingredienser.

## Historia
Kålroten är en följd av en 1600-talskorsning mellan kål och rova. Korsningen skedde i Finland, då en del av Sverige, och odlingen av kålrot spreds därefter till resten av Sverige och Brittiska öarna.
Maträtten kålrotslådan uppfanns på 1700-talet i västra Finland, där den vid sidan av potatislådan inom kort etablerades som en vanlig julrätt. En tredje traditionell rotsaksgratäng, morotslådan, lanserades först på 1930-talet. Dessa tre rotsaksrätter tillagas ännu på 2020-talet i Finland till jul.
Numera säljs kålrotslåda även som färdigvara i matvaruaffärerna i Finland. Detsamma gäller i vissa matvaruaffärer i Sverige i områden med stor sverigefinländsk befolkning.

## Innehåll
Kålrotslådan tillagas genom att kokta kålrotstärningar mosas och blandas med ägg, smör, mjöl och vätska. Moset kryddas med sirap, salt, vitpeppar samt muskotnöt och läggs i en ugnsform. Även kanel kan användas till kryddningen, liksom ingefära.
Ströbröd strös därefter på ytan och lådan gräddas i ugn. Ströbröd kan även ingå i moset, efter att det fått svälla i mjölk.
Vätskan kan vara kålrotskokspad, mjölk eller grädde. Det anses viktigt att kålrötterna som kokas ska vara fasta men saftiga samt med frisk smak.

## Karaktär
Kålrotslåda skiljer sig mot potatisgratäng och andra rotsakslådor genom sin söta karaktär. Den njutes mer som en söt delikatess, för att balansera det salta i annan julmat.
Ursprungligen sägs kålrotslådan ha tillagats i ugnen hos byns bagare, och sötningen ska då ha varit med honung. Numera tillförs sötman via sirap, vilket genererar en karamellartad arom åt anrättningen.